# (11927) Mount Kent
(11927) Mount Kent es un asteroide perteneciente al cinturón de asteroides descubierto el 16 de enero de 1993 por Tsutomu Seki desde el Observatorio de Geisei, Geisei, Japón.

## Designación y nombre
Designado provisionalmente como 1993 BA. Fue nombrado por el Observatorio del Monte Kent, un centro de educación, investigación y divulgación astronómica operado por la Universidad del Sur de Queensland. Ofrece observación remota y robótica, en colaboración con la Universidad de Louisville, la Universidad de Queensland y Automated Patrol Telescopes Australia.

## Características orbitales
Mount Kent está situado a una distancia media del Sol de 2,569 ua, pudiendo alejarse hasta 2,732 ua y acercarse hasta 2,407 ua. Su excentricidad es 0,063 y la inclinación orbital 14,793 grados. Emplea 1504,38 días en completar una órbita alrededor del Sol.

## Características físicas
La magnitud absoluta de Mount Kent es 12,78. Tiene 8,184 km de diámetro y su albedo se estima en 0,264. 